# Universidad de Kinshasa
La Universidad de Kinshasa (en francés, Université de Kinshasa) es una de las universidades más importantes de la República Democrática del Congo, con la Universidad de Kisangani y la Universidad de Lubumbashi creadas a raíz de ula escisión de la Universidad Nacional de Zaire (UNAZA). 
Fue fundada en 1954 como Universidad Lovanium por autoridades belgas, ante las críticas de que no educaban a la población local. La universidad estaba afiliada inicialmente a la Universidad Católica de Lovaina. y apoyada con fondos de la Ford Foundation, Rockefeller Foundation y la Agencia de los Estados Unidos para el Desarrollo Internacional y fue señalada como la mejor universidad del continente.
De ella depende el reactor nuclear de Kinshasa (modelo TRIGA, llamado TRICO I) situado en Lamba, y establecido en 1958. Este reactor nuclear, fundado en la administración belga y General Dynamics, siguiendo el programa estadounidense Atoms For Peace, es el primero en África.